# General der Heeresaufklärungstruppe
Der General der Heeresaufklärungstruppe ist in der Bundeswehr die Dienststellung des für bestimmte Fragen der Truppenausbildung und -ausrüstung der Heeresaufklärungstruppe verantwortlichen Offiziers im Dienstgrad Oberst. Seit September 2017 ist der Dienstposten mit Oberst Ralph Malzahn besetzt.
Die Dienststellung General der Heeresaufklärungstruppe ist mit dem Dienstposten "Leiter Heeresaufklärungsschule" verbunden. Entsprechende Dienststellungen existieren auch für andere Truppengattungen des Heeres.
Bei den Generalen der Truppengattungen handelt es sich um eine Dienststellung, die in der Regel vom Kommandeur der Ausbildungseinrichtung der jeweiligen Truppengattung wahrgenommen wird (Ausnahmen etwa General der Fernmeldetruppe). Mit dieser Dienststellung ist nicht zwangsläufig der Dienstgrad eines Generals verbunden. Bei  den kleineren Truppengattungen haben die jeweiligen Generale der Truppengattungen den Dienstgrad Oberst, bei den größeren Truppengattungen den Dienstgrad Brigadegeneral. Entsprechend dem tatsächlichen Dienstgrad erfolgt die Ansprache mit Herr Oberst oder mit Herr General. 
Ab Aufstellung der Heeresaufklärungstruppe zum 1. Oktober 2007 war Oberst Karl-Ernst Graf Strachwitz General der Heeresaufklärungstruppe. Am 20. März 2015 übergab Oberst Graf Strachwitz das Kommando an seinen Nachfolger Oberst Norbert Hähnlein. Seit dem 22. September 2017 hat Oberst Ralph Malzahn das Kommando übernommen und Oberst Norbert Hähnlein wurde nach 41 Dienstjahren in den Ruhestand verabschiedet.